# Hasta el cielo
Hasta el cielo è un film del 2020 diretto da Daniel Calparsoro.
Film thriller spagnolo con protagonista Miguel Herrán, ambientato tra Madrid, Ibiza e Valencia.

## Trama
Il giorno che Angel ha incontrato Estrella in quella discoteca, ha cambiato la sua vita per sempre. Dopo una colluttazione con Poli, il possessivo fidanzato della ragazza, questi lo incita ad unirsi a una banda di ladri che tiene in scacco tutta la polizia di Madrid. 
La vita di Angel diventa ben presto una escalation di rapine, soldi sporchi, losche imprese e avvocati corrotti che lo porteranno ad essere ricercato da Duca, un instancabile investigatore.
Trascurando i consigli degli amici e conoscenti, Angel riesce ad ascendere nella malavita fino a divenire il protetto di uno dei padroni del mercato nero della città, Rogelio. Con questi e con Sole, figlia del capo, Ángel scoprirà che il prezzo del potere è alto e presto dovrà decidere tra il suo futuro da ladro e l'amore della sua vita, Estrella.

## Produzione
Le riprese hanno portato la troupe a girare nei sobborghi di Madrid, Ibiza e Valencia. La pellicola è diretta da Daniel Calparsoro, con sceneggiatura di Jorge Guerricaechevarría e prodotto da Mucca Film con la partecipazione di #RTVE, Movistar+ e Telemadrid, e con l'appoggio di ICAA (Ministero della Cultura) e Programma Mezzo. Il film è distribuito in Spagna da Universal Pictures International Spain e a livello internazionale da Film Constellation.

### Cast
Sono presenti nel cast anche personaggi di spicco della scena rap spagnola: Ayax, Dollar Selmouni, Olmo (Jarfaiter), Ramseys o Carlytos Vaila.

## Colonna sonora
La colonna sonora del film è stata composta da Carlos Jean e combina ritmi elettronici e urbani con tracce di C.Tangana o il singolo di DJ Nano, Il Tridente (feat. Costa).

## Promozione
Il primo trailer di presentazione della pellicola è stato distribuito online il 29 maggio 2020.

## Sequel
A ottobre 2021 viene annunciata la produzione di una serie televisiva sequel del film, poi pubblicata su Netflix il 17 marzo 2023.